# De Kast
De Kast is een Nederlandse popgroep, afkomstig uit Friesland. De groep brengt zowel teksten in het Nederlands als in het Fries.

## Biografie

### Beginjaren
De Kast vindt zijn oorsprong in februari 1985, als de Engelstalige band Wish To Escape wordt opgericht door Peter van der Ploeg, zijn neef Syb van der Ploeg, Kees Bode en Dick Visser. Nadat in 1987 Sytse Broersma zich bij de band heeft gevoegd, wordt in 1989 de cd Straight from your heart uitgebracht. Hoewel het maken van muziek vooral een hobby betreft, ontwikkelt de band langzamerhand een steeds professioneler karakter. Het brood wordt verdiend met optredens onder de naam Gold Rush, waar naast covers ook af en toe een eigen nummer tussendoor wordt gespeeld. In 1992 schakelt de groep over naar een Nederlandstalig repertoire en wordt de bandnaam veranderd in De Kast. Platenmaatschappijen tonen interesse in de groep en in 1993 verschijnt de eerste Nederlandstalige cd, Alles uit de kast. Hiervan worden vier liedjes uitgebracht op single: Het avontuur, Morgen wordt het beter, Het vuur van de liefde en Visioen. Geen van de liedjes wordt een hit, maar de groep weet wel landelijk de aandacht te trekken van invloedrijke dj's als Frits Spits. Nadien besluiten de groepsleden zich fulltime op een muziekcarrière te gaan richten.
In 1994 verlaat drummer Dick Visser de groep omdat hij niet kan wennen aan de nieuwe stijl van De Kast. Hij wordt vervangen door Nico Outhuijse. In 1995 verschijnt de single Ik mis je, geschreven door de groep zelf en geproduceerd door Henk Temming en Sander van Herk. De grote doorbraak blijft uit, maar in het live-circuit neemt de populariteit van De Kast toe. De groep speelt onder andere in het voorprogramma van Status Quo en B.B. King.

### Doorbraak
In maart 1996 scoort De Kast een eerste hitje met Een teken van leven, een cover van de Vlaamse groep Mama's Jasje. De live-versie van het nummer schopt het tot de onderste regionen van de hitparade. Later in het jaar wordt Raak uitgebracht, geschreven en gecomponeerd door Henk Temming en Paula Patricio. Deze single overtreft het succes van de vorige en klimt gestaag naar de top 10 van de Mega Top 50. Beide liedjes staan op de tweede cd Niets te verliezen.
In Friesland stijgt de populariteit van De Kast snel tot grote hoogte. Op 6 juni 1997 treedt de groep op in een uitverkocht Abe Lenstra Stadion in Heerenveen, waarmee ook de aandacht van de landelijke media wordt getrokken. Met het nummer In nije dei, geschreven voor de Friese speelfilm De Gouden Swipe, breidt de faam van De Kast zich over heel Nederland uit. De single wordt de eerste Friestalige hit in de Nederlandse hitlijsten en staat daarin maandenlang genoteerd. Het reikt tot de tweede plaats in de Nederlandse Top 40.
In 1998 brengt De Kast het nieuwe album Noorderzon uit, dat net als zijn voorganger Niets te verliezen met platina wordt bekroond. De single Woorden zonder woorden wordt net als In nije dei een grote hit. Op 5 mei 1998 speelt De Kast, als ambassadeur van de vrijheid, op diverse Bevrijdingsfestivals door heel Nederland. Speciaal voor deze gelegenheid worden de nummers Zo jong en Iedereen samen op een single uitgebracht. In augustus 1998 geeft de groep vervolgens een groot concert in een voor de band gebouwde arena op het strand van Lemmer aan het IJsselmeer, waar ook collega-artiesten Acda & De Munnik, Skik, Liesbeth List en Marco Borsato een gastoptreden geven. Het optreden wordt uitgebracht op de cd De Kast Live. Ondertussen wordt met het lied Eltse grins foarby een tweede Friestalige hit gescoord.

### Meer successen
In februari 1999 staat De Kast voor het eerst op eigen kracht in Ahoy in Rotterdam. Bij dit concert wordt een reünie-optreden van Het Goede Doel bewerkstelligd, waarbij Henk Westbroek, Henk Temming en Sander van Herk voor het eerst sinds de jaren tachtig, enigszins onwennig, weer met elkaar op het podium staan. In de studio van Temming en Van Herk werkt De Kast vervolgens drie maanden lang aan het nieuwe album Onvoorspelbaar. Begin juli worden 5000 fans in bussen naar een geheime locatie (Studio 22 van het Media Park in Hilversum) vervoerd om getuige te zijn van de presentatie. Het album is wederom een succes: het behaalt de eerste plaats in de albumlijst. De eerste single In de wolken wordt een top 10-hit, net als het later in het jaar uitgebrachte nummer Hart van mijn gevoel.
In 2000 staat De Kast drie keer in een uitverkocht GelreDome in Arnhem, waar gastoptredens worden gegeven door Henk Westbroek, Henk Temming, City to City, Han van Eijk, Kayak en Marco Borsato. In hetzelfde jaar speelt zanger Syb van der Ploeg mee in de Friestalige film De Fûke. Het uit deze film afkomstige duet met Maaike Schuurmans, Wa't ik bin, wordt een hit. Ter ondersteuning van de actie Red de panda van het Wereldnatuurfonds reist De Kast vervolgens naar Zuid-Afrika, waar ze verschillende projecten van het WNF bezoeken. Ook worden er opnamen gemaakt met de Zuid-Afrikaanse groep Bergville Vuka en een jongenskoor. Speciaal voor de actie schrijft Peter Groot Kormelink het nummer Leven en laten leven, dat voor De Kast en Bergville Vuka een bescheiden hit oplevert.
In de zomer van 2000 reist De Kast met een circustent door Friesland naar aanleiding van Simmer 2000. Later dat jaar komt de groep in contact met de Amerikaanse band Venice, waarmee zanger Syb van der Ploeg een nummer opneemt voor het tv-programma Leven in de brouwerij. Wanneer De Kast in januari 2001 terugkeert naar de Arnhemse GelreDome voor een nieuwjaarsconcert, verzorgt Venice een gastoptreden. Tegelijkertijd wordt het nieuwe album Met andere ogen uitgebracht, waarbij ook een extra cd is toegevoegd met opnames van het nieuwjaarsconcert. De singles Moarn sil de sinne skine, Zonder reden en Alles van mij worden slechts kleine hitjes.
In juli 2001 treedt De Kast opnieuw op in een circustent tijdens het driedaagse Lemmer Beach Festival in Lemmer.

### De Nije Kast
Eind november 2001 verschijnt het verzamelalbum Kastkrakers, met daarop alle grote hits van De Kast. De nummers op deze cd werden geselecteerd door leden van de fanclub. Na een theatertournee en verschillende zomerfestivals last De Kast aan het eind van 2002 een rustpauze in. Zanger Syb van der Ploeg en drummer Nico Outhuijse verlaten de groep om de nieuwe Engelstalige rockgroep Spanner op te richten. Het voorlopig laatste concert in de originele samenstelling wordt op 21 december 2002 gehouden in de Amsterdam ArenA. Zo'n zesduizend fans zijn bij het afscheidsconcert aanwezig.
In 2003 keert De Kast terug met Jan Tekstra als nieuwe zanger en Fokke de Jong (voormalig lid van Normaal) als nieuwe drummer. Het eerste optreden in de nieuwe bezetting wordt gehouden op 14 juni in een openluchttheater in de Gaasterlandse bossen. De eerste single is het door Henk Temming geproduceerde nummer Reis nei de sinne, maar dit wordt geen groot succes. In oktober presenteert de groep in het Abe Lenstra Stadion het album De Nije Kast. De titel van deze plaat is tevens de nieuwe naam van de band, om de nieuwe samenstelling van de groep te accentueren. Op aanraden van de platenmaatschappij wordt deze naamswijziging enkele maanden later echter weer teruggedraaid. De verkoop van het nieuwe album verloopt teleurstellend en in de zomer van 2004 besluit De Kast zich op te heffen. Een afscheidsconcert wordt gehouden in Rijs.

### Nieuw begin
In 2006 komt De Kast in de originele bezetting weer bij elkaar voor een reünieconcert tijdens de Fryske Music Night. Het wordt een succes en de groep besluit om voortaan zeer beperkt weer een aantal optredens te doen op festivals en speciale evenementen. Tussendoor maakt Syb van der Ploeg in 2008 een theatertournee en scoort hij een hit met het lied Als ik jou zie. Zijn eerste solo-album wordt uitgebracht in een Nederlandstalige versie (getiteld Heilig vuur) en een Friese versie (Hillich fjoer).
In oktober 2009 brengt De Kast voor het eerst in zes jaar weer een single uit. Het is het Friestalige nummer De hel foarby, dat de groep speciaal schreef als titelsong voor de film De hel van ‘63. Door deze gelegenheid verschijnt de groep ook weer op televisie, met een optreden tijdens het Gala van de Nederlandse Film. In 2010 komt een geheel nieuw album uit, getiteld Welkom thuis. Hiervan worden vier singles uitgebracht: Helende liefde, De hemel en Welkom thuis en Zon in mijn hart. Ter promotie van het album maakt De Kast een theatertournee langs de Nederlandse zalen.
Eind 2011 worden twee speciale kerstnummers op single uitgebracht: Overal was vrede en Het allergrootste feest. In het najaar van 2012 verschijnt vervolgens het geheel Friestalige album Dreamflecht yn de tiid, dat naast nieuwe liedjes ook opnieuw opgenomen versies van oude hits bevat. Het liedje It wetter waakst, een duet met Lotte Verhoeven, is speciaal geschreven voor Bonifatius de Musical.
In 2015 bracht De Kast naar aanleiding van het 25-jarig jubileum een dubbelalbum uit: Op de planken. Deze uitgave bestaat uit een cd met twaalf nieuwe nummers, waaronder de single Neem me zo, en een verzamel-cd met hits uit het verleden.
In 2020 bracht De Kast naar aanleiding van het 30-jarig jubileum een dubbelalbum uit: 30 jaar AFAS Live. Deze uitgave werd zaterdag 14 december 2019 door De Kast in originele bezetting opgenomen naar aanleiding van hun 30-jarig jubileum in de AFAS Live te Amsterdam. 1989 was het jaar dat De Kast werd opgericht en ze waren destijds de eerste Nederlandstalige band die in de AFAS Live (Heineken Music Hall) een concert gaf voor een uitverkochte zaal.

### Fanclub
Fans van De Kast hebben sinds 2021 weer een fanclub, genaamd De Kast Fansite (vroeger bekend als de dkfs.nl Memo website).

## Originele bezetting
- Syb van der Ploeg (zang)
- Peter van der Ploeg (gitaar)
- Kees Bode (toetsen)
- Sytse Broersma (bas en zang)
- Nico Outhuijse (drums en achtergrondzang)

Andere bandleden
- Dick Visser (drummer)
- Jan Tekstra (zang)
- Fokke de Jong (drums en achtergrondzang)

## Onderscheidingen
De Kast heeft de volgende onderscheidingen verzameld:
- 1997: De Friese Popprijs
- 1998: Nominatie TMF Awards: beste Nederlandse live act
- 1998: Edison: beste Nederlandse live act
- 2000: Erepenning gemeente Dantumadeel
- 2001/2002: Gouden Harp
- 2020: Friese Anjer (voor bijdrage aan Friese taal en identiteit)

## Discografie

### Albums
| Album met eventuele hitnotering(en) in de Nederlandse Album Top 100 | Datum van verschijnen | Datum van binnenkomst | Hoogste positie | Aantal weken | Opmerkingen                                                               |
| ------------------------------------------------------------------- | --------------------- | --------------------- | --------------- | ------------ | ------------------------------------------------------------------------- |
| Alles uit de kast                                                   | 1993                  | -                     |                 |              |                                                                           |
| Niets te verliezen                                                  | 1996                  | 26-10-1996            | 1(1wk)          | 108          | Platina                                                                   |
| Noorderzon                                                          | 1998                  | 07-03-1998            | 1(2wk)          | 34           | Platina                                                                   |
| Live                                                                | 1998                  | 05-12-1998            | 11              | 33           | Livealbum / goud                                                          |
| Onvoorspelbaar                                                      | 1999                  | 10-07-1999            | 1(2wk)          | 40           | Platina                                                                   |
| 3 x Gelredome                                                       | 2000                  | 25-03-2000            | 21              | 13           | Met Vrienden en Orkest                                                    |
| SimmerTime                                                          | 2000                  | 22-07-2000            | 16              | 12           | Met Rients Gratama, Maaike Schuurmans & Piter Wilkens                     |
| SimmerTime 2                                                        | 2000                  | 21-10-2000            | 39              | 5            | Met Rients Gratama, Maaike Schuurmans & Piter Wilkens                     |
| Met andere ogen                                                     | 2001                  | 20-01-2001            | 6               | 12           |                                                                           |
| Kastkrakers - 10 Jaar hits                                          | 2001                  | 08-12-2001            | 17              | 17           | Verzamelalbum                                                             |
| Welkom thuis                                                        | 2010                  | 02-10-2010            | 5               | 8            |                                                                           |
| Dreamflecht yn de tiid                                              | 2012                  | 17-11-2012            | 11              | 10           |                                                                           |
| Op de planken - 25 jaar De Kast                                     | 2015                  | 10-10-2015            | 8               | 9            |                                                                           |
| Kerst met de Kast                                                   | 2017                  |                       |                 |              |                                                                           |
| SimmerTime 2018 – De Takomst fan Fryslân                            | 06-09-2018            |                       |                 |              | Met o.a. Piter Wilkens, Freark Smink, Johannes Rypma en Maaike Schuurmans |
| 30 jaar AFAS Live                                                   | 2020                  |                       |                 |              | Dubbel-cd                                                                 |

### Singles
| Single met eventuele hitnotering(en) in de Nederlandse Top 40 | Datum van verschijnen | Datum van binnenkomst | Hoogste positie | Aantal weken | Opmerkingen                                                         |
| ------------------------------------------------------------- | --------------------- | --------------------- | --------------- | ------------ | ------------------------------------------------------------------- |
| Een teken van leven                                           | 1996                  | 02-03-1996            | 31              | 4            | nr. 35 in de Mega Top 50                                            |
| Raak                                                          | 1996                  | 26-10-1996            | 24              | 7            | nr. 10 in de Mega Top 50                                            |
| De ideale vrouw                                               | 1997                  | 22-02-1997            | tip15           | -            | nr. 64 in de Mega Top 100                                           |
| In nije dei                                                   | 1997                  | 23-08-1997            | 2               | 18           | nr. 3 in de Mega Top 100 / titelsong film De Gouden Swipe           |
| Woorden zonder woorden                                        | 1998                  | 31-01-1998            | 4               | 11           | nr. 4 in de Mega Top 100                                            |
| Zo jong / Iedereen                                            | 1998                  | 16-05-1998            | 24              | 4            | nr. 27 in de Mega Top 100                                           |
| Eltse grins foarby                                            | 1998                  | 01-08-1998            | 10              | 10           | met It Frysk Jeugd Orkest / nr. 16 in de Mega Top 100 / Alarmschijf |
| Blindelings                                                   | 1998                  | 07-11-1998            | 29              | 4            | nr. 32 in de Mega Top 100                                           |
| In de wolken                                                  | 1999                  | 27-02-1999            | 7               | 13           | nr. 8 in de Mega Top 100                                            |
| Onvoorstelbaar                                                | 1999                  | 05-06-1999            | 23              | 4            | nr. 26 in de Mega Top 100                                           |
| Yn myn tinzen                                                 | 1999                  | 21-08-1999            | tip6            | -            | nr. 39 in de Mega Top 100                                           |
| Hart van mijn gevoel                                          | 1999                  | 27-11-1999            | 8               | 13           | nr. 9 in de Mega Top 100                                            |
| Het duister                                                   | 2000                  | 18-03-2000            | tip4            | -            | nr. 36 in de Mega Top 100                                           |
| Wa't ik bin                                                   | 2000                  | 08-07-2000            | 24              | 3            | met Maaike Schuurmans / nr. 10 in de Mega Top 100                   |
| Leven en laten leven                                          | 2000                  | 23-09-2000            | 33              | 3            | met Bergville Vuka / nr. 28 in de Mega Top 100                      |
| Moarn sil de sinne skine                                      | 2001                  | -                     |                 |              | nr. 40 in de Mega Top 100                                           |
| Zonder reden                                                  | 2001                  | 23-06-2001            | tip11           | -            | nr. 24 in de Mega Top 100                                           |
| Alles van mij                                                 | 2001                  | 01-09-2001            | tip2            | -            | nr. 25 in de Mega Top 100                                           |
| Hetere vuren                                                  | 2002                  | -                     |                 |              | nr. 62 in de Mega Top 100                                           |
| Reis nei de sinne                                             | 2003                  | -                     |                 |              | nr. 50 in de Mega Top 50 / B2B Top 100                              |
| De hel foarby                                                 | 2009                  | -                     |                 |              | nr. 35 in de Single Top 100                                         |

### NPO Radio 2 Top 2000
| Nummers met noteringen in de NPO Radio 2 Top 2000 | '99 | '00 | '01 | '02 | '03  | '04  | '05  | '06  | '07  | '08  | '09  | '10  | '11  | '12  | '13  | '14  | '15  | '16  | '17  | '18  | '19  | '20  | '21  | '22  | '23  | '24  |
| ------------------------------------------------- | --- | --- | --- | --- | ---- | ---- | ---- | ---- | ---- | ---- | ---- | ---- | ---- | ---- | ---- | ---- | ---- | ---- | ---- | ---- | ---- | ---- | ---- | ---- | ---- | ---- |
| Eltse grins foarby                                | 702 | -   | 363 | 635 | 1531 | 1545 | 1272 | 1345 | 1323 | 1273 | 1695 | 1157 | 1683 | 1616 | 1666 | 1895 | -    | -    | -    | -    | -    | -    | -    | -    | -    | -    |
| Hart van mijn gevoel                              | -   | -   | -   | -   | -    | -    | 1013 | 758  | 772  | 1185 | 1071 | 509  | 773  | 1042 | 925  | 1022 | 1145 | 1464 | 1497 | 1744 | 1595 | 1671 | 1772 | 1683 | 1805 | 1844 |
| In nije dei                                       | 120 | 108 | 126 | 197 | 405  | 441  | 413  | 368  | 275  | 325  | 411  | 249  | 416  | 663  | 511  | 615  | 734  | 769  | 907  | 911  | 835  | 945  | 976  | 755  | 896  | 750  |
| Woorden zonder woorden                            | 308 | -   | 292 | 421 | 1059 | 1148 | 1121 | 1112 | 1010 | 993  | 1451 | 1001 | 1311 | 1549 | 1856 | -    | -    | -    | -    | -    | -    | -    | -    | -    | -    | -    |

1. ↑  Een '-' betekent dat het nummer niet was genoteerd en een vetgedrukt getal geeft de hoogste notering van een nummer aan.

### Dvd's
| Dvd's met hitnoteringen in de Nederlandse Music Top 30 | Datum van verschijnen | Datum van binnenkomst | Hoogste positie | Aantal weken | Opmerkingen |
| ------------------------------------------------------ | --------------------- | --------------------- | --------------- | ------------ | ----------- |
| Live Lemmer & Ahoy                                     | 1999                  | 12-06-1999            | 1(1wk)          | 6            |             |